# Hermann Rollett

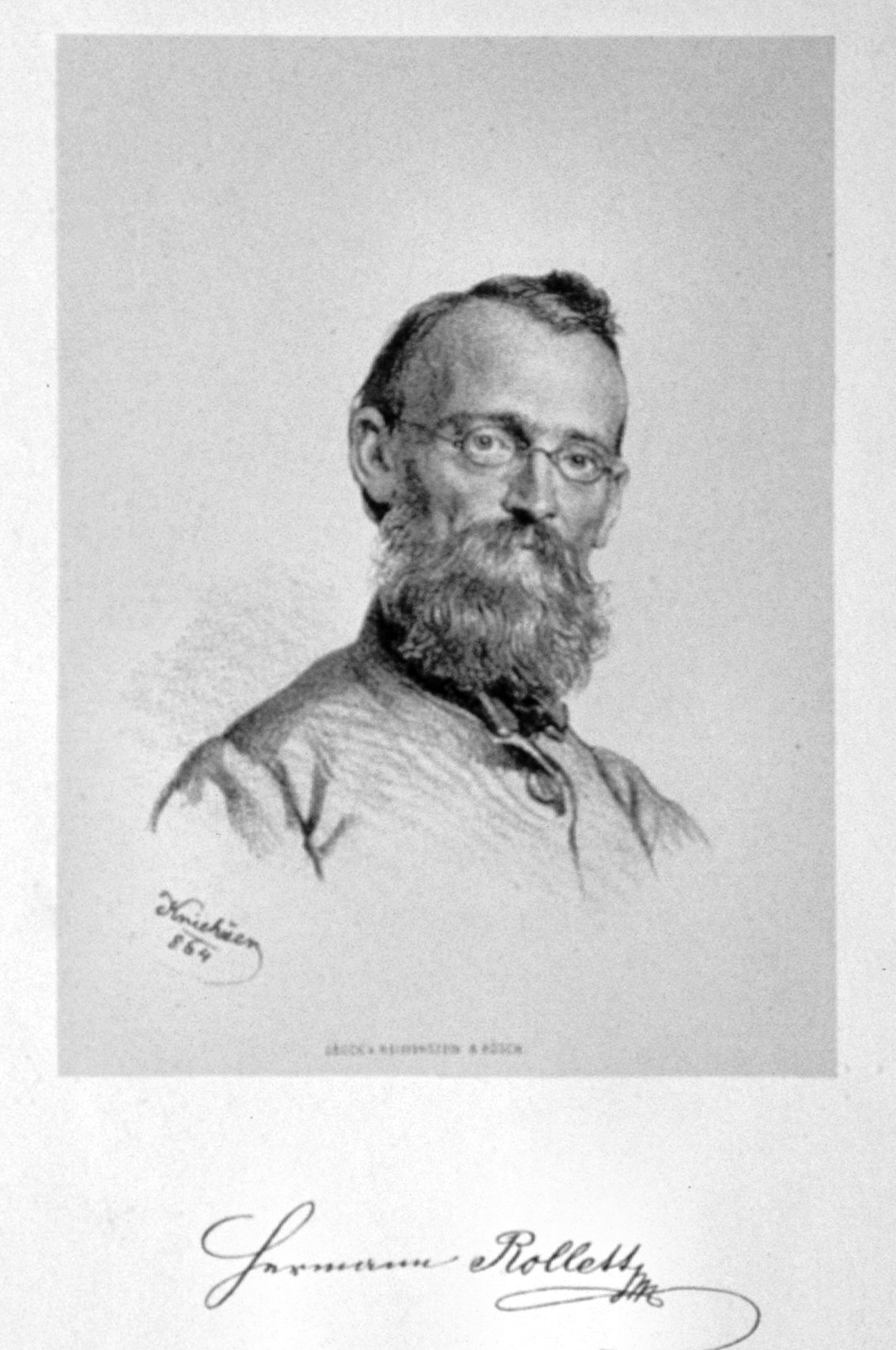
Hermann Rollett, litografi av Josef Kriehuber, 1864.

Hermann Rollett, född den 20 augusti 1819 i Baden vid Wien, död där den 30 maj 1904, var en österrikisk skald.
Rollett blev flera gånger utvisad ur Österrike för sina diktsamlingar (Frühlingsboten aus Österreich, 1845; Frische Lieder, 1847; Kampflieder, 1848, med flera), i vilka han gav uttryck åt 1840-talets frihetsanda. Han skrev även skådespel, konsthistoriska verk, Die Goethe-Bildnisse (1883) med mera. Hans biografi skrevs av Leopold Katscher (1894).